# Homem de Java
Homem de Java (Homo erectus erectus, Javanese: Manungsa Jawa, indonésio: Manusia Jawa) foi o primeiro espécime de Homo erectus a ser descoberto. Fósseis desse hominídeo foram descobertos na ilha de Java (Indonésia) entre 1891 e 1892. Dirigida por Eugène Dubois, a equipe de escavação descobriu um dente, uma calota craniana e um fêmur em Trinil, nas margens do Rio Solo, em Java Oriental. Alegando  que os fósseis representavam o "elo perdido" entre macacos e seres humanos, Dubois deu à espécie o nome científico Anthropopithecus erectus, depois renomeado para Pithecanthropus erectus. 
O consenso entre a maioria dos cientistas contemporâneos é de que o fêmur é mais recente do que a calota craniana e teria pertencido a um homem moderno. Além disso, alguns dos dentes encontrados nas proximidades seriam de orangotango, e não de Homo erectus. Mas a calota craniana do Homem de Java pertenceu a um Homo erectus: ela tem aproximadamente 940 cc, em comparação com 97 cc, no caso de um gibão, sendo também incompatível com o crânio de outros macacos. Ademais, o fóssil é semelhante ao Sangiran 17 e muitos outros fósseis de Homo erectus que foram encontrados.
O fóssil despertou muita controvérsia. Menos de dez anos depois de 1891, quase oitenta livros ou artigos haviam sido publicados nas descobertas de Dubois. Apesar do argumento de Dubois, poucos cientistas da evolução aceitaram que o Homem de Java era uma forma de transição entre macacos e humanos. Alguns cientistas descartaram os fósseis como macacos e outros como humanos modernos, enquanto muitos cientistas consideravam o Homem de Java como um ramo secundário primitivo da evolução, não relacionado aos humanos modernos. Na década de 1930, Dubois fez a afirmação de que o Pithecanthropus era formado como um "gibão gigante", uma tentativa muito mal interpretada por Dubois para provar que era o "elo perdido". 
Eventualmente, as semelhanças entre Pithecanthropus erectus (Homem de Java) e Sinanthropus pekinensis (Homem de Pequim) levaram Ernst Mayr a renomear como Homo erectus em 1950, colocando-os diretamente na árvore evolutiva humana. Posteriormente, para distinguir o Homem de Java de outras populações de Homo erectus, alguns cientistas começaram a considerá-lo como uma subespécie, o Homo erectus erectus, na década de 1970. Outros fósseis encontrados na primeira metade do século XX em Java, em Sangiran e Mojokerto, todos mais antigos que os encontrados por Dubois, também são considerados parte da espécie Homo erectus. (Estimados entre 700.000 e 1.000.000 anos, no momento da descoberta, os fósseis do Homem de Java eram os fósseis homininos mais antigos já encontrados). Os fósseis do Homem de Java foram alojados no Naturalis na Holanda desde 1900. 

## História das descobertas

### Antecedentes
Charles Darwin argumentou que a humanidade evoluiu na África, porque era ali onde viviam os grandes macacos como gorilas e chimpanzés. Embora as reivindicações de Darwin tenham sido vindicadas pelo registro fóssil, elas foram propostas sem qualquer evidência fóssil. Outras autoridades científicas discordaram dele, como Charles Lyell, um geólogo, e Alfred Russel Wallace, que tinha pensado na teoria da evolução ao mesmo tempo que Darwin. Porque tanto Lyell quanto Wallace acreditavam que os humanos estavam mais intimamente relacionados aos gibões e aos orangotangos, eles identificaram o Sudeste Asiático como o berço da humanidade porque é aí que esses macacos viviam. O anatomista holandês Eugène Dubois preferiu a última teoria e procurou confirmá-la.  

### Fósseis de Trinil
Em outubro de 1887, Dubois abandonou sua carreira acadêmica e partiu para as Índias Orientais Holandesas (atual Indonésia) para procurar o antepassado fossilizado do homem moderno. Tendo recebido nenhum financiamento do governo holandês por seu esforço excêntrico - já que ninguém na época já havia encontrado um fóssil humano inicial enquanto o procurava - ele se juntou ao Exército holandês das Índias Orientais como cirurgião militar.  Por causa de seus deveres de trabalho, foi apenas em julho de 1888 que ele começou a escavar cavernas em Sumatra. Tendo encontrado rapidamente fósseis abundantes de grandes mamíferos, Dubois foi libertado de seus deveres militares (março de 1889) e o governo colonial atribuiu dois engenheiros e cinquenta condenados para ajudá-lo com suas escavações. Depois que ele não conseguiu encontrar os fósseis que estava procurando em Sumatra, ele mudou-se para Java em 1890. 
Mais uma vez assistido por trabalhadores condenados e dois sargentos do exército, Dubois começou a procurar ao longo do rio Solo perto de Trinil em agosto de 1891. Sua equipe logo escavou um molar (Trinil 1) e uma calota craniana (Trinil 2).  Suas características eram um crânio comprido com uma quilha sagital e uma pancada pesada. Dubois primeiro lhes deu o nome Anthropopithecus como o chimpanzé às vezes era conhecido na época (que significa homem-macaco).  Ele escolheu esse nome porque um dente semelhante encontrado nos montes de Siwalik na Índia em 1878 tinha sido nomeado Anthropopithecus , e porque Dubois primeiro avaliou o crânio ter sido cerca de 700 centímetros cúbicos (43 cu in), mais perto dos macacos do que dos humanos. 
Em agosto de 1892, a equipe de Dubois encontrou um fêmur longo em forma humana, sugerindo que seu dono estava de pé. Acreditando que os três fósseis pertenciam a um único indivíduo, "provavelmente uma mulher muito idosa", Dubois renomeou o espécime Anthropopithecus erectus. Somente no final de 1892, quando determinou-se que o crânio media cerca de 900 centímetros cúbicos, Dubois considerou que seu espécime era uma forma de transição entre macacos e humanos.  Em 1894, ele renomeou então Pithecanthropus erectus ("homem-homem ereto"), emprestando o nome do gênero Pithecanthropus de Ernst Haeckel, que o cunhou alguns anos antes para se referir a um suposto "elo perdido" entre macacos e humanos.   

## Reclassificação comoHomo erectus
Com base no trabalho de Weidenreich e em sua sugestão de que Pithecanthropus erectus e Sinanthropus pekinensis estavam conectados através de uma série de populações entrecruzadas, o biólogo alemão Ernst Mayr reclassificou ambos como sendo parte da mesma espécie: Homo erectus . Mayr apresentou sua conclusão no Cold Spring Harbor Symposium em 1950 , e isso resultou em espécies de erectus de Dubois sendo reclassificadas sob o gênero Homo. Como parte da reclassificação, Mayr incluiu não só Sinanthropus e Pithecanthropus, mas também Plesianthropus, Paranthropus, Javanthropus e vários outros gêneros como sinônimos, argumentando que todos os antepassados humanos faziam parte de um único gênero (Homo) e que "nunca mais que uma espécie de homem existia na Terra a qualquer momento". Uma "revolução na taxonomia", a abordagem de One-species de Mayr para a evolução humana foi rapidamente aceita. Formou a paleoantropologia na década de 1950 e durou até a década de 1970, quando o gênero africano Australopithecus foi aceito na árvore evolutiva humana. 